# Johannes Cornelius Th. Uphof
Johannes Cornelius Theodorus Uphof (1886–1969) est un botaniste américano-néerlandais, qui fut actif en Europe et en Amérique. Il a enseigné comme professeur de botanique à Tampa (Floride) et comme professeur agrégé de botanique, de biologie et de sélection végétale à l'Université de l'Arizona.

## Biographie
La principale source biographique est fournie par Plant Life (1952). Il est né en Hollande le 11 juin 1886 à Ouder Amstel. Durant ses études il apprend l'anglais, le français (obligatoire) et l'allemand (il apprendra l'espagnol en 1928) et durant ses vacances il apprend à connaitre les plantes dont les Amaryllis hybride dans les serres de Hartecamp où Carl von Linné avait travaillé. A la fin de ses études secondaires il est stagiaire dans la pépinière van der Hoeve à Amsterdam pendant 1 an puis termine son troisième cycle à l’Université d’Amsterdam sous la direction d'Hugo de Vries. Après avoir fréquenté de nombreux jardins botaniques européens il devient conservateur du jardin botanique et de l'herbier du Michigan Agricultural College. De 1913 à 1916, il est professeur adjoint de botanique et de sélection végétale à l'université d'Arizona et à la station expérimentale agricole de l'Arizona à Tucson.
En 1922, il est professeur de botanique et directeur du département de biologie au Rollins College de Winter Park. Suivent de nombreux voyages en Europe, en Amérique latine, et pendant la seconde guerre mondiale il travaille sur la culture des plantes à caoutchouc pour le Board of Economic Warfare de Washington. Après la guerre il s'installe à Tampa où il alterne son enseignement et la recherche à l’Université avec des activités au Guatemala.
Il a publié 335 articles académiques dans le domaine de la botanique. Ses travaux sur les fleurs spontanée d'Amérique centrale (Stanhopea, Epidendrum, Oncidium, Odontoglossum, illaria, Lycaste et Amaryllis hybrides) sont publiés en anglais, néerlandais, français, allemand, espagnol, italien et en japonais, Tyōzaburō Tanaka les ayant traduits.

### Titres et distinction
- 1915 : docteur ès sciences du Highland College (titre honorifique)
- Prix William Herspert 1952 à la suite de ses publications de 1938 et 1940 dans Herbertia sur le nom Amaryllis L. (genres) et Amaryllis belladonna L. (espèce)[1]. Il a publiées et décrites 9 nouvelles espèces d'Amaryllis L du Brésil, du Pérou du Surinam d'Argentine et de Bolivie, décrit le genre Alstroemeria dont diverses espèces d'Alstroemeria sont devenues importantes en horticulture ornementale[1].

## Les Amaryllis
Les limites taxinomiques du genre Hippeastrum (genre américain) ont toujours été débattues parmi les Amaryllidaceae. Le genre Amaryllis a été crée par Carl von Linné (avec 8 espèces dont Amaryllis belladonna) d'Afrique du Sud. Au début du XIXe siècle, Amaryllis était un genre d'environ 50 espèces. En 1819 William Herbert isole 14 espèces d'un nouveau genre Hippeastrum, et réduit Amaryllis à 3 espèces. En 1938, JCT Uphof assimile Amaryllis belladonna (Linn. fil. décrite vers 1781 publiée en 1789) à Hippeastrum equestris. Une décision du 14e Congrès international de botanique en 1987 donne Amaryllis L. basé sur un spécimen de l'Amaryllis belladonna sud-africaine de l'herbier Clifford reconnu pour son antériorité, le genre sud-américain Hippeastrum est distinct.

## Publications

### Végétaux
J.C. T. Uphof a publié Hippeastrum bakeri Traub & Uphof, Herbertia 1938, 6 Vaccinium (1936) et avec Hamilton Paul Traub (1890-1983) 72 Amaryllis.

### Livres
- (en)Dictionary of Economic Plants. University of Minnesota, Weinheim : H.R. Engelmann (J. Cramer) , 1959, 2nd ed. J. Cramer, New York: S-H Service Agency, 1968[5]..(9500 plantes décrites)[6]
- (en) avec von Karl Hummel et Karin Staesche - C.E. Bremekamp pour la traduction du manuscrit allemand. Plant hairs, Berlin. Nikolassee Gebrüder Borntraeger , 1962. 292 p.[7]

- (de)Die Pflanzengattungen, geographische Verbreitung, Anzahl und Verwandtschaft aller bekannten Arten und Gattungen im Pflanzenreich. Leipzig. Th. O. Weigel , 1910[8]. réed. 1931[9].
- (de)Die Pflanzengattungen : geographische Verbreitung, Anzahl und Verwandtschaft aller bekannten Arten und Gattungen im Pflanzenreich / bearb. für Botaniker, Förster, Gärtner und Pflanzenfreunde. Leipzig. T. O. Weigel , 1910. réed. 1931[10].

### Articles (sélection)
- (de)Die Pflanzengattungen: geographische Verbreitung, Anzahl und Verwandtschaft aller bekannten Arten und Gattungen im Pflanzenreich. - Leipzig: Weigel, 1910. 260 p.
- (en)Contributions towards a knowledge of the anatomy of the genus Selaginella. Londres, Academic Press. Annals of botany Vol. 34 octobre 1920 pp.493-517[11].
- (en)Ecological relations of plants in southeastern Missouri. American journal of botany. Vol 9, n° 1, pp. 1 - 17. 1922[12]
- (nl)De verbreiding en het gebruik der sorghums. 1929
- (de)Die amerikanischen Nyssa-Arten. Mitteilungen der Deutschen Dendrologischen Gesellschaft, 43: 2-16. 1931.
- (de)Die Vegetation der Niederlande. Fischer, 1932 17 p.[13]
- (de)Das grösste bekannte 'Taxodium distichum' J.C. Th. Uphof. 1933
- (de)Eine dendrologische Reise durch das Felsengebirge in Kolorado. L. Beissner, 1934.
- (nl)De productie van Eschdoornstroop en Eschdoornsuiker in Noord-Amerika. 1936.
- (nl)De wouden en de houthandel in de Vereenigde Staten langs den Grooten Oceaan. 1936[14]
- (de)Die belangreichsten Vacciniummarten von Nordamerika. Deut. Dendrol. Gesell. Mitt. 43: 2-16. 1936.

#### Revue de botanique appliquée et d'agriculture coloniale
- (fr)Le Dry-Farming dans les régions semi-tropicales des États-Unis. Revue de botanique appliquée et d'agriculture coloniale, 4ᵉ année, bulletin n°35, 31 juillet 1924. pp. 433-442[15].Cette publication s'intéresse aux plantes cultivées en climats très secs aux Etats-Unis.
- (fr)La Culture des Opuntias sans Epines. Revue de botanique appliquée et d'agriculture coloniale, 5ᵉ année, bulletin n°50, octobre 1925. pp. 765-768[16].
- (fr)La culture des Agrumes aux États-Unis. Revue de botanique appliquée et d'agriculture coloniale, 6ᵉ année, bulletin n°63, novembre 1926. pp. 679-687[17]; (suite et fin) Revue de botanique appliquée et d'agriculture coloniale, 6ᵉ année, bulletin n°64, décembre 1926. pp. 772-781[18].
- (fr)La production d'Essence de térébenthine en Amérique, Revue de botanique appliquée et d'agriculture coloniale, 8ᵉ année, bulletin n°80, avril 1928. pp. 249-253[19].
- (fr)Culture du Cowpea (Vigna sinensis Endl.) aux États-Unis. Revue de botanique appliquée et d'agriculture coloniale, 8ᵉ année, bulletin n°87, novembre 1928. pp. 767-774[20].
- (fr)Le Pacanier en Amérique. Revue de botanique appliquée et d'agriculture coloniale, 10ᵉ année, bulletin n°110, octobre 1930. pp. 791-806[21].
- (fr)Le Dattier dans le Sud Ouest des États-Unis. Revue de botanique appliquée et d'agriculture coloniale, 16ᵉ année, bulletin n°174, février 1936. pp. 89-96[22].
- (fr)Culture du Maïs aux Etats-Unis. Revue de botanique appliquée et d'agriculture coloniale, 18ᵉ année, bulletin n°199, mars 1938. pp. 157-175[23].La seconde partie traite notamment de l'amélioration variétale

Vegetationsbilder
Publication de photographies

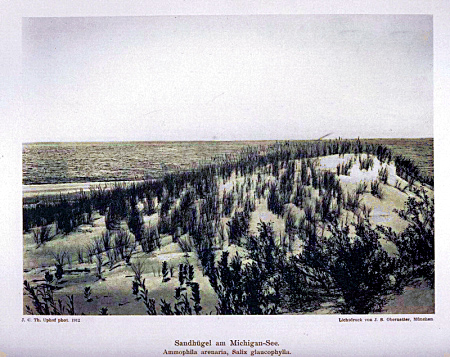
Dune de sable sur le lac Michigan avec Ammophila Arenaria et Salix glaucophylla - Photo Johannes Cornelius Th. Uphof 1921.

- (de)J. C. Th Uphof, George Karsten, Heinrich Schenck, Vegetationsbilder aus dem Staate Michigan Iena, Forschungsbibliothek Gotha Verlag. Fischer. 1921[24]

- (de)Die Waldflora im Staate Washington Iena, Fischer, 1920. Vegetationsbilder: Reihe 13; 7 - Taf. 37-42.
- (de)Vegetationsbilder aus dem Staate Michigan Iena, Fischer, 1921. Vegetationsbilder: Reihe 13; 8-  Taf. 43-48.
- (de)Vegetationsbilder aus Kalifornien. Iena, Fischer, 1922. Vegetationsbilder: Reihe 14; 7 - Taf. 37-42.
- (de)Vegetationsbilder aus Florida. Iena, Fischer, 1923. Vegetationsbilder: Reihe 15; 3/4 - Taf. 13-24.
- (de)Vegetationsbilder von Cuba. Iena, Fischer, 1928. Vegetationsbilder: Reihe 18, Heft 5 - Taf. 25-30.
- (de)Vegetationsbilder aus den östlichen Staaten Nordamerikas. Iena, Fischer, 1929.Vegetationsbilder: Reihe 20; 5/6 - Taf. 25-36.
- (de)Vegetationsbilder der östlichen Staaten von Nordamerika. Iena, Fischer, 1930. Vegetationsbilder: Reihe 21; 1/2 - Taf. 1-12.

## Anthologie
- La Culture des Agrumes aux Etats-Unis (Suite et fin). Journal d'agriculture traditionnelle et de botanique appliquée.  Année 1926  pp. 772-781

« C'est en 1877 que la Californie exporta le premier wagon d'oranges; après 10 années la production occupait 40 000 wagons en Californie et 21 400 000 boîtes en Floride. En 1885 par suite de l'abondance des récoltes, l'écoulement des fruits fut rendu plus malaisé et les planteurs formèrent alors l'Orange Growers Protective Union. En 1895 fut organisé le Southern California Fruit Exchange, puis en 1905 la production d'oranges augmentant, on transforma l'ancienne coopération dont on fit la California Fruit Growers Exchange; organisation qui pourrait servir de modèle pour les autres pays. Elle comprend : des associations locales, des associations formant des districts et un office central. Elle est au service des seuls propriétaires de vergers ; elle ne travaille pas pour ses propres intérêts. Elle s'occupe de l'emballage des fruits, elle recherche des marchés pour les membres, puis elle répartit les bénéfices d'après la récolte apportée par chacun. »